# ナビコネクション
ナビコネクション株式会社（NAVI CONNECTION）は、日本の情報サービス会社。

## 所在地
- 本社 - 東京都新宿区西新宿2丁目6番1号

## トラブル
会員の勧誘をする際の「不実告知」などから会員及び元会員との間でトラブルが多発した。
その後、ナビコネクションでの勧誘ができなくなり別の会社名などで勧誘を継続していたという。現在、ナビコネクションそのものが運営されているかは不明である。

## モータースポーツ
かつて、全日本F3000選手権・フォーミュラ・ニッポンや全日本F3選手権などに「NAVI CONNECTION RACING TEAM」（関連会社のナビコネクション・レーシング株式会社が運営）として参戦した。
1995年から1997年には、F3000及びフォーミュラ・ニッポンのチーム監督を俳優の舘ひろしが務め話題となった。そのため、車名も「ALEXEL "舘" レイナード」と舘の名前が入っていた。